# Тінцзикоу
ГЕС Тінцзикоу (亭子口水电站) — гідроелектростанція на півдні Китаю у провінції Сичуань. Знаходячись перед ГЕС Цансі, становить другий ступінь каскаду на річці Цзялін, великій лівій притоці Дзинша (верхня течія Янцзи).
В межах проекту річку перекрили греблею із ущільненого котком бетону висотою 116 метрів та довжиною 995 метрів. Вона утримує витягнуте на 150 км велике водосховище з площею поверхні 109,2 км2 та об'ємом 4,1 млрд м3 (регульований об'єм 1,75 млрд м3). Під час операційної діяльності у ньому припустиме коливання рівня між позначками 438 та 458 метрів НРМ, тоді як у випадку повені останній показник може зростати до 463 метрів НРМ.
Пригреблевий машинний зал обладнали чотирма турбінами типу Френсіс потужністю по 275 МВт, які повинні забезпечувати виробництво 3,2 млрд кВт-год електроенергії на рік.